# رابرت فرنچ
رابرت فرنچ (انگلیسی: Robert French) دوازدهمین رئیس کل دادگستری استرالیا است.